# José Fernández-Villaverde
José Fernández-Villaverde y Roca de Togores (* 4. April 1902 in Madrid; † 16. Juni 1988 ebenda) war ein spanischer Diplomat.

## Leben
Seine Eltern waren Ángela Roca de Togores und Raimundo Fernández Villaverde. Er heiratete in Madrid am 26. Dezember 1942 Casilda Fernández-Villaverde y Silva, 3. Condesa de Carvajal (* 3. April 1914 London; † 5. Januar 2008). Ihre Kinder sind: Álvaro (6. Duque de San Carlos, 4. Marqués de Pozo Rubio), Casilda (3. Condesa de Carvajal * 7. Februar 1945 in Madrid), José Carlos (* 9. Februar 1947 in Madrid) und Rafael Fernández-Villaverde y Silva, (* 23. Januar 1949 in Madrid).
Er besuchte die Universität von Madrid und das New College in Oxford. Er trat 1921 in den diplomatischen Dienst ein.
1936 war er Botschaftssekretär zweiter Klasse in London und wurde am 15. August 1936 von der Republikanischen Regierung in Madrid zurückberufen.

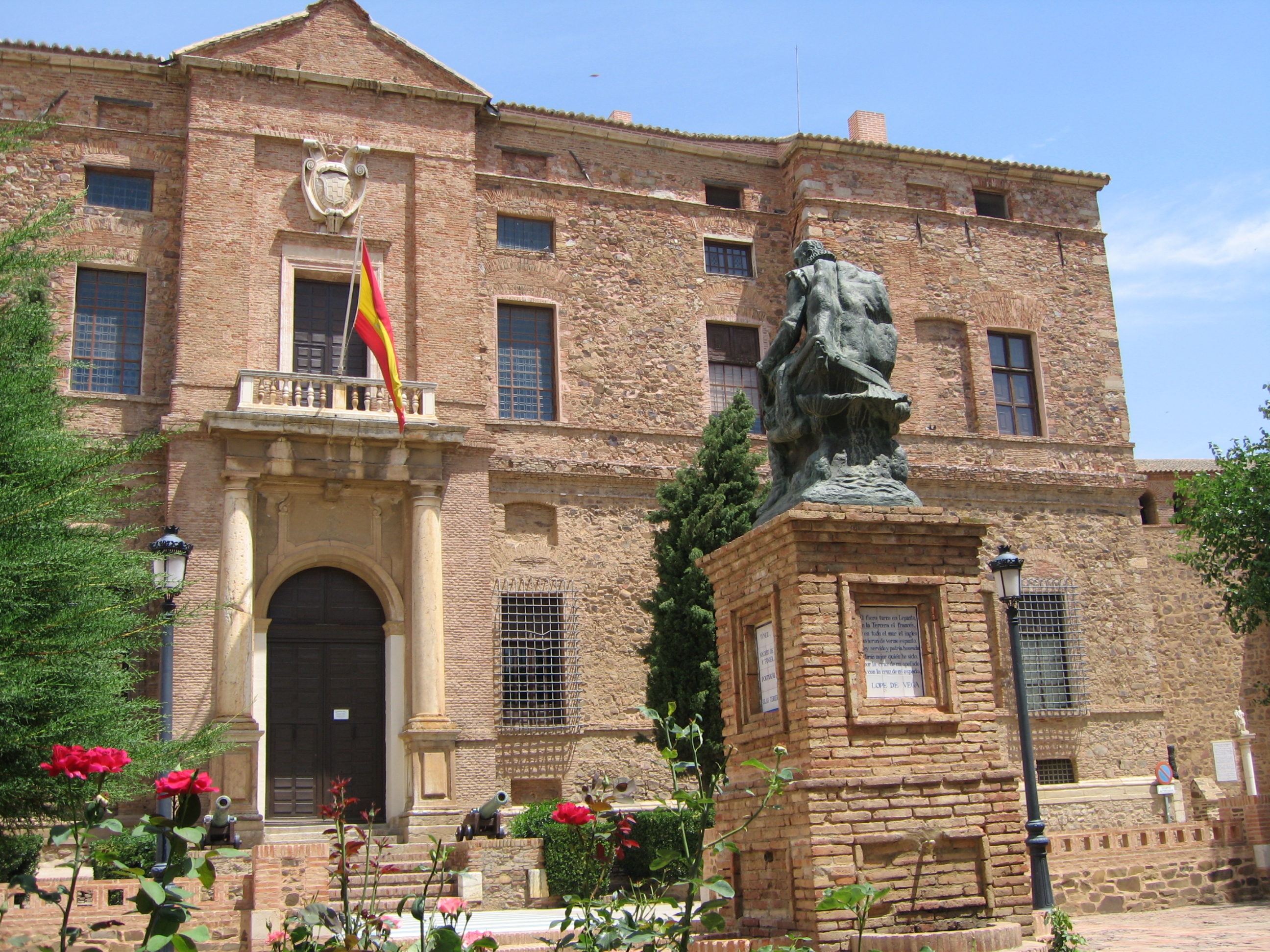
Palacio de Don Álvaro de Bazán

Unter Francisco Franco war er Consejero Permanente de Estado. Im März 1948 wurde er Francos Botschafter bei Friedrich IX. in Kopenhagen.
Ab 1949 mietete er den Palacio de Don Álvaro de Bazán für eine Pesete im Jahr und war für den Unterhalt des Gebäudes, welches auch das Archiv der Marine beherbergt, verantwortlich.
1949 wurde er zum Bevollmächtigten zweiter Klasse befördert und nahm an einer Sitzung der Vereinten Nationen in New York teil. Von Februar 1950 bis Februar 1953 vertrat er Franco als Verwaltungsbeirat des Tribunal Permanente de Arbitraje in und war stellvertretender Vorsitzender des Instituto de Estudios Hispánicos in Utrecht.
1951 wurde er zum Bevollmächtigten erster Klasse befördert. Im Februar 1953 wurde er zu Botschafter Francos bei Muhammad Nagib in Kairo ernannt. Im Januar 1955 wurde er Staatssekretär im Außenministerium. Er war von 1958 bis 1972 Ambassador to the Court of St James’s.
Zu seinen Orden gehörte der Isabel la Católica, Mérito Civil y Carlos III Orden.
Er wurde in Santander beerdigt.